# Grafing-Bahnhof
Grafing-Bahnhof ist ein Gemeindeteil der Stadt Grafing bei München im oberbayerischen Landkreis Ebersberg. Das Dorf liegt circa einen halben Kilometer südwestlich von Grafing und sechs Kilometer nordöstlich von Glonn. Grafing Bahnhof liegt an der Kreisstraße EBE 8 sowie an der Bahnstrecke München–Rosenheim, die die Bebauung bis auf einen Parkplatz abgrenzt. Im Süden unterquert die Staatsstraße 2351, die den Bahnhof mit der Stadt Grafing verbindet, die Gleisanlagen.
Durch einen Bescheid des Landratsamtes Ebersberg vom 7. März 2007 wurde dem Gemeindeteil der Name Grafing-Bahnhof erteilt.

## Berufsschule
Westlich der Bahn ist der Neubau einer Berufsschule mit Ausbildungseinrichtungen für Groß-, Außen-, Einzelhandel und Kfz-Mechatronik geplant. Zudem soll es einen sozialen und einen digitalen Schwerpunkt für die Techniker-Ausbildung sowie IT-Assistenten geben. Geplant ist ferner ein Bereich für Lagerlogistik.
Die Berufsschule ist für bis zu 2000 Schüler vorgesehen, wobei jeweils gleichzeitig bis zu 800 Schüler anwesend sein werden. „Wann die Berufsschule in Grafing-Bahnhof gebaut wird, ist derzeit völlig unklar.“ schreibt die Süddeutsche Zeitung am 13. Juli 2022. Bauherr ist der Landkreis Ebersberg.

## Bahnhof
Das Empfangsgebäude befindet sich im Osten der Gleise an der Hauptstraße und hat die Adresse Hauptstraße 31. Vor dem Bahnhofsgebäude befindet sich ein Busbahnhof. Östlich und westlich der Gleisanlagen existieren insgesamt drei große Park-and-ride-Plätze mit insgesamt 937 Stellplätzen.